# Rejoice in the Lamb
Rejoice in the Lamb (Rallegrati nell'Agnello), Op. 30, è una cantata per quattro solisti, coro SATB e organo, composta da Benjamin Britten nel 1943 e basata sulla poesia Jubilate Agno di Christopher Smart (1722–1771).

## Storia
La poesia, scritta mentre Smart era in manicomio, descrive la lode e l'adorazione di Dio da parte di tutti gli esseri e le cose creati, ciascuno a modo suo. La cantata era stata commissionata dal reverendo Walter Hussey per la celebrazione del cinquantesimo anniversario della consacrazione della chiesa di San Matteo, a Northampton.

## Struttura
Rejoice in the Lamb ha una durata di circa 17 minuti. È diviso in otto sezioni.
1. Rallegratevi in Dio, o lingue (coro) - Il pezzo inizia con un'ambientazione lenta e misteriosa del testo del titolo e poi si lancia in una sezione veloce, vigorosa, simile a una danza con metri che cambiano rapidamente, in cui le linee seguono la forma, "Che Nimrod, il potente cacciatore, leghi un Leopardo all'altare e consacri la sua lancia al Signore." La sezione si chiude con una lenta, maestosa ambientazione di "Alleluia dal cuore di Dio ... e dall'eco dell'arpa celeste in una dolcezza magnifica e potente".
2. Poiché considererò il mio gatto Jeoffrey (Voce bianca/Soprano solista) - "Poiché considererò il mio gatto Jeoffrey, ... un gatto, che supera in bellezza, da cui colgo l'occasione per benedire Dio Onnipotente." Britten usa la parte dell'organo per raffigurare il gatto "che avvolge il suo corpo sette volte con elegante rapidità".
3. Perché il topo è una creatura di grande valore personale (contralto solista) – loda il topo e descrive drammaticamente un topo maschio che difende un topo femmina da un gatto che attacca.
4. Perché i fiori sono grandi benedizioni (Tenore solista) – una lode lenta e gentile dei fiori: "Perché il fiore glorifica Dio e la radice evita l'Avversario; ... Perché i fiori sono la poesia peculiare di Cristo".
5. Perché sono sotto la stessa accusa con il mio Salvatore (Coro) - un passaggio in cui Smart descrive il suo maltrattamento da parte degli "ufficiali della pace", paragonandosi a Gesù: "Perché sono in dodici difficoltà, ma colui che è nato da una vergine mi libererà da tutto". Philip Brett scrive di questa sezione: "Nel cuore di Rejoice in the Lamb, incorniciato da un preludio e postludio purcelliano e allegri cori e assoli, si trova un agghiacciante recitativo corale che ripete il tema dell'oppressione che doveva ribollire in Peter Grimes, una risoluzione spirituale che attende con impazienza lo scenario molto diverso di The Rape of Lucretia.[2] Britten allude anche a Dmitrij Šostakovič, che stava affrontando la censura in URSS. Il tema DSCH (la sequenza di note Re, Mi bemolle, Do e Si che compongono il nome del compositore) appare frequentemente nella parte d'organo, dapprima in silenzio, poi fortissimo contro gli accordi fragorosi che accompagnano "E il guardiano mi colpisce con la sua verga".
6. Perché H è uno spirito e quindi è Dio (Basso solista) – un breve recitativo in cui le lettere dell'alfabeto simboleggiano diversi aspetti di Dio. Questo prosegue nella sezione successiva.
7. Perché gli strumenti seguono le loro rime (Coro) – una sezione "molto allegra e veloce" su vari strumenti e "le loro rime": "Per la ciaramella le rime sono un dono lunare fulvo e simili...". Questo raggiunge il culmine - "La Tromba di Dio è un'intelligenza benedetta" - e poi gradualmente si rilassa in una sezione sempre più pacifica, terminando: "Per questo tempo è percepibile all'uomo da una straordinaria quiete e serenità dell'anima".
8. Alleluia dal cuore di Dio (Coro) – Una ripresa del finale della prima sezione: "... dalla mano dell'artista inimitabile e dall'eco dell'arpa celeste in dolcezza magnifica e possente. Alleluia."